# René-Antoine Gauthier
René Antoine Gauthier, O.P. all'anagrafe Gauthier Rene Eugene Joseph (La Seyne-sur-Mer, 1º ottobre 1913 – Parigi, 27 gennaio 1999), è stato un teologo, filologo e storico della filosofia francese appartenente all'Ordine domenicano.

## Biografia
Gauthier entrò come novizio nell'ordine domenicano nel 1933, nella provincia di Lione, e emise la professione solenne il 3 novembre 1934. Studiò a Saint-Alban-Leysse. Dopo il servizio militare (1936-1937) venne ordinato sacerdote nel 1940. Malato di tubercolosi, trascorse il 1941-2 e di nuovo il 1947-9 in convalescenza nel sanatorio di Assy. La sua tesi di dottorato sulla magnanimitas fu completata nel 1942 e pubblicato nel 1951.
Entrò a far parte della Commissione Leonina nel 1952. Negli anni '50 e '70 curò l'edizione critica di numerosi commenti di Tommaso d'Aquino alle opere del Corpus Aristotelicum, tra i quali l'Expositio libri Peryermenias, l'Expositio libri Posteriorum, le Quaestiones De potentia Dei, le Quaestiones de quolibet, la Sententia libri De anima, il De memoria et reminiscencia, la Sententia libri Ethicorum, la Tabula libri Ethicorum. Ha anche curato l'edizione critica delle traduzioni medievali dell'Etica Nicomachea di Aristotele, ha scritto una monografia sull'etica di Aristotele e con Jean-Yves Jolif O.P. ha pubblicato una traduzione in francese dell'Etica Nicomachea con un ampio commento critico nel 1959.

## Opere principali
Elenco delle pubblicazioni
- Revue des sciences philosophiques et théologiques, 83 (1999), S. 548–556.

Edizione dell'etica nicomachea di Aristotele
- René Antoine Gauthier (O.P.) e Jean Yves Jolif (O.P.), L' Éthique à Nicomaque. Introduction, traduction et commentaire. T. I: Introduction et traduction. Publications Universitaires, Louvain; B. Nauwelaerts, Paris 1959. – Recensione di Édouard des Places, in: L'antiquité classique 28, 1959, S. 366–367, (online)
- René Antoine Gauthier (O.P.) e Jean Yves Jolif (O.P.), L' Éthique à Nicomaque. Introduction, traduction et commentaire. T. II: Commentaire. Publications Universitaires, Louvain; B. Nauwelaerts, Paris 1959. – Recensione di Édouard des Places, in: L'antiquité classique 29, 1960, p. 457, (online)